# Tamara Mazzi
Tamara Ursula Katharina Mazzi (* 13. Januar 1992 in Kiel) ist eine deutsche Politikerin (Die Linke). Bei der Bundestagswahl 2025 kandidierte Mazzi im Wahlkreis 5 in Kiel und zog über Platz 2 der schleswig-holsteinischen Landesliste ihrer Partei in den 21. Deutschen Bundestag ein.

## Leben
Mazzi wuchs im Kieler Stadtteil Mettenhof auf und trat 2020 der Partei Die Linke bei. Zwischenzeitlich fungierte sie als Landessprecherin der schleswig-holsteinischen Linksjugend solid und war zuletzt für Die Linke Mitglied der Kieler Ratsversammlung und stellvertretende Vorsitzende der gemeinschaftlichen Fraktion der Kieler Linkspartei und der Partei Die PARTEI.
Vor ihrem Einzug in den Bundestag arbeitete Mazzi als Lehrerin für Mathematik und Geschichte am Alstergymnasium in Henstedt-Ulzburg sowie am Gymnasium Kronwerk in Rendsburg.
Mazzi ist im 21. Deutschen Bundestag Mitglied des Haushaltsausschusses.